# Sojourner Truth
 Der er for få eller ingen kildehenvisninger i denne artikel, hvilket er et problem. Du kan hjælpe ved at angive troværdige kilder til de påstande, som fremføres i artiklen.

Sojourner Truth (c. 1797–1883) var det fra 1843 selvvalgte navn på en amerikansk abolitionist som blev født til slaveri fra Hurley, New York. (Hendes oprindelige navn var Isabella Baumfree, men nogle kilder angiver hendes navn som Isabella Van Wagener.) 
Under den Amerikanske borgerkrig organiserede hun indsamling af forsyninger til nordstaterne og flyttede til Washington, D.C., efter at slaverne blev frigivet med Emancipation Proclamation for at arbejde med tidligere slaver. Hun mødte bl.a. præsident Abraham Lincoln.
I 1997 blev NASAs Mars Pathfinder missionens robotbil navngivet "Sojourner" efter Sojourner Truthe.